# Herman Seldener
Herman Patrik Thorild Seldener, född den 10 december 1874 i Oskarshamn, död den 6 maj 1932, var en svensk tidningsman. Han var son till Henric Seldener.
Seldener var medarbetare i olika landsortstidningar 1894–1905 och i Vårt land 1905–1908. Som medarbetare i Nya dagligt allehanda från 1908 ådrog han sig uppmärksamhet, särskilt genom sina (med Bon Soir signerade) burleska politiska kåserier. Seldener övergick 1926 till Stockholms dagblad, där han blev kvar till 1930. Herman Seldener är begravd på Norra begravningsplatsen utanför Stockholm.